# Inocencio X
Inocencio X (Roma, 6 de mayo de 1574-7 de enero de 1655) fue el 236.º papa de la Iglesia católica, entre 1644 y 1655. Condenó las tesis del obispo Cornelio Jansenio.

## Orígenes y formación
Nacido Giovanni Battista Pamphili en el seno de la ilustre familia Pamphili, originaria de Gubbio (Umbría), era tataranieto de Juan Borgia (1498-1548) y estudió jurisprudencia en el Collegio Romano.

## Carrera eclesiástica
Tras graduarse fue nombrado, en 1604, abogado consistorial y auditor del Tribunal de la Rota. En 1621, el papa Gregorio XV lo nombra nuncio en Nápoles, cargo que ocupará hasta que en 1625 el entonces papa Urbano VIII lo envió a España y Francia acompañando, en calidad de datario, a Francesco Barberini quien, en su calidad de sobrino del papa, había sido nombrado nuncio.

## Papado

### Elección
A la muerte de Urbano VIII, el cónclave que habría de elegir a su sucesor se reunió el 9 de agosto de 1644 pero, tras más de un mes de deliberaciones, ningún candidato conseguía el número de votos necesarios para ser proclamado pontífice debido al enfrentamiento entre las facciones española, encabezada por el cardenal Gil de Albornoz, y francesa, liderada por el cardenal Mazarino.
El 15 de septiembre, aprovechando la ausencia de Mazarino, se logró un acuerdo en la persona de Giovanni Battista Pamphili quien a pesar de su afinidad con España, logró alcanzar el número de votos necesario para ser proclamado sucesor de Urbano VIII.

### Relación con España y Portugal
Cuatro años antes de la elección de Inocencio X, en 1640, España, que seguía siendo una poderosa nación con enorme incidencia en Italia y, por ende, en los Estados Pontificios, había visto cómo Portugal había logrado su independencia y nombrado rey a Juan IV.
Su afinidad con España hizo que Inocencio X se negara a reconocer, como su predecesor Urbano VIII, la independencia del reino portugués y a Juan IV como legítimo soberano, negándole además el derecho a aprobar los obispos designados para Portugal, lo que provocó que al fallecer el pontífice solo existiera un obispo en el reino luso.

### La paz de Westfalia
Inocencio X denunció el tratado de paz de Westfalia que, firmado en 1648 sin su participación, ponía fin a la guerra de los Treinta Años y del que surgiría una nueva Europa. Para ello emitió la bula Zelo domus Dei en la que declaraba nulas todas aquellas cláusulas que a su juicio se oponían a los preceptos de la iglesia y socavaban la fe.
Sin embargo su oposición al tratado de paz no tuvo ninguna consecuencia ya que la opinión papal, en materias de ordenamiento internacional y de circunscripción territorial de las naciones, habían dejado de tener la influencia que gozaba en épocas anteriores.

### Relación con Francia
Inmediatamente tras su coronación, Inocencio X emprendió acciones legales contra los Barberini, la familia de su predecesor en el pontificado, acusándolos de apropiación de los bienes de la Iglesia.[cita requerida]
Esta actuación papal provocó que los cardenales Francesco y Antonio Marcelo Barberini huyeran a Francia donde encontraron un poderoso protector en el cardenal Mazarino. La huida de los Barberini facilitó al papa la incautación de sus bienes y propiedades y la publicación, el 19 de febrero de 1649, de una bula en la que establecía que los cardenales que abandonasen por más de seis meses los Estados Pontificios sin autorización papal, perderían sus beneficios eclesiásticos y el propio cardenalato.
Mazarino hizo intervenir en el caso al parlamento francés que declaró inválidas las disposiciones papales. Como el papa se mantuvo firme en sus pretensiones, el omnipotente prelado galo inició preparativos bélicos contra los Estados Pontificios. Bastó imaginar la presencia de un ejército extranjero a las puertas de Roma para que el asustado Inocencio cambiase de actitud y rehabilitase al poco tiempo a los Barberini.

### Otras actuaciones

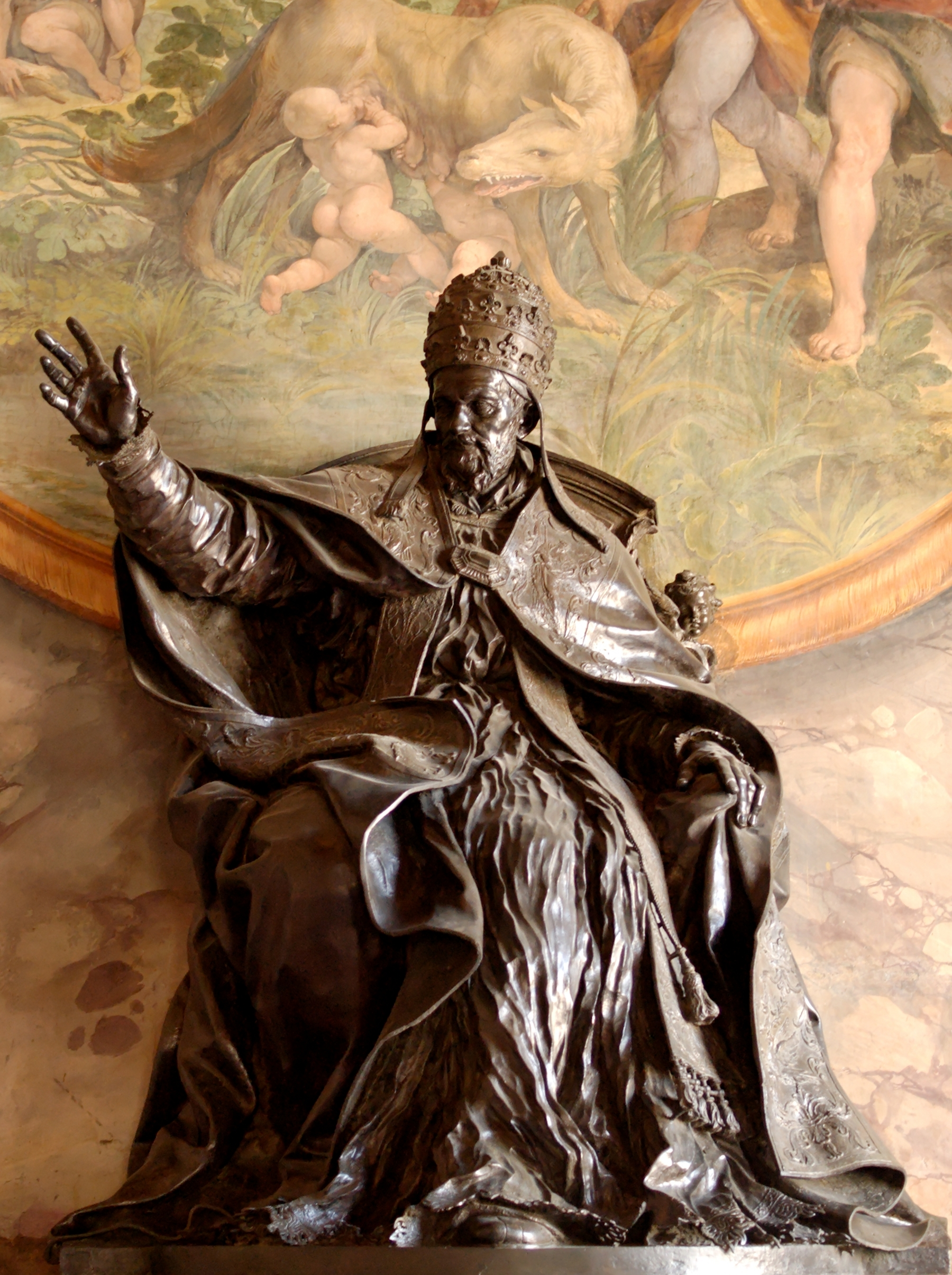
Estatua del papa, por Alessandro Algardi.

La más importante de sus decisiones doctrinales fue la condena del jansenismo mediante la publicación, el 31 de marzo de 1653, de la bula Cum occasione.
El 4 de mayo de 1649, mediante la bula Appropinquat dilectissima filii , proclamó el XIV Jubileo que provocó la llegada a Roma de unos 700.000 peregrinos y que supuso el embellecimiento de la ciudad con obras como el Éxtasis de Santa Teresa de Bernini o la estatua del propio papa, obra de Alessandro Algardi.
Su cuñada, Olimpia Maidalchini, temida y odiada en Roma, se convirtió en su principal consejera. Se decía que cualquier trato con el papa había de pasar antes por ella y que eran más que cuñados, aunque este rumor no se apoyó en prueba alguna.[cita requerida] A su muerte Olimpia se apoderó de todo cuanto encontró en el apartamento del papa, y por la codicia de sus parientes el cadáver permaneció un día en una estancia del Vaticano sin recibir sepultura, siendo enterrado en la basílica patriarcal del Vaticano gracias a la generosidad del mayordomo Scotti y del canónigo Segni. Más tarde sus restos fueron trasladados a una sepultura hecha construir por su sobrino Camilo en la iglesia de Santa Inés en Agone.[cita requerida]
Inocencio X debe no poca de su notoriedad actual a un famoso retrato que le pintó Velázquez. Cuentan que el papa exclamó al verlo terminado: «Troppo vero!» («¡Demasiado verdadero!»), ya que le mostraba tal cual era, sin embellecimiento alguno. Dicho retrato fue calificado por el pintor inglés Joshua Reynolds como el mejor existente en Roma. Se conserva aún en manos de sus descendientes, los Doria, en el Palazzo Doria-Pamphili, y de él existe una réplica simplificada (Londres, Apsley House) y varias copias anónimas.
Así mismo, el grabador Pietro Testa ensalzó la elección de Inocencio X como papa en 1644, con un aguafuerte alegórico que relaciona este nombramiento con una nueva Edad de oro para Roma. Muestra al pontífice en un medallón, rodeado de figuras como el dios Tíber.
Unos días antes de morir, el 24 de diciembre de 1654, permitió la conversión de Cristina de Suecia al catolicismo. Falleció el 7 de enero de 1655.
Famosa es su intervención ante la polémica que protagonizaron opositores del Beato Juan de Palafox a mitad del siglo XVII en la Nueva España. Sobre el corto periodo de Palafox como Virrey el pontífice expresó: "Conozco a don Juan de Palafox y Mendoza desde que estuve de nuncio en España, y le tengo por hombre de tanto valor y virtud, que si él no pone en orden el gobierno de su Iglesia en América, no habrá obispo que lo haga."
Las profecías de San Malaquías se refieren a este papa como Jucunditas crucis (La exaltación de la cruz), cita que al parecer hace referencia a que fue elegido papa al día siguiente de la Exaltación de la Santa Cruz.

### Ascendencia Borgia
Era tataranieto de Juan Borgia a través de su hija Lucrecia, que casada con Ciriaco Mattei fue su bisabuela. Por lo que era directo descendiente del papa Alejandro VI.